# Буколики
Буколики или Еклоги е първата от трите големи творби на римския поет Вергилий. Другите две са Георгики и Енеида. Сборникът е завършен около 39 г. пр.н.е. и обхваща 10 еклоги.

## Характеристики

### Жанр
В античната поезия произведения, в които идеализирано се описва пастирският и селският бит в лоното на природата, се наричат буколически.
Първата си литературна слава Вергилий жъне с Буколики, която е написана по време на граждански войни и конфискация на имотите. Заглавието на сборника идва от гръцката дума „буколос“ – овчар, пастир.
Произведението се състои от 10 избрани песни, написани в разговорна форма, както идилиите на елинистичния поет Теокрит. Вергилий взима от Теокрит не само тематиката и композицията на песните, но дори цели негови стихове. Вергилий дава на римските си пастири гръцки имена и пренася действието в Сицилия. Пастирите на Вергилий, макар силно привързани към земята, са образовани, дори познават гръцката и римската поезия. От буколическите еклоги разбираме жалбите на безнадеждно влюбени пастири, виждаме отразени кръвополитни граждански войни. Всяка еклога има своята структура.

## Вергилий – живот и дело
Публий Вергилий Марон, автор на Буколики, Георгики и Енеида, е роден на 15 октомври 70 г. пр.н.е. близо до Мантуа. Вергилий израства през епохата на кървавите граждански войни между последователите на Цезар и членовете на републиканско-сенатската партия. В Рим учи риторика при Епидий. Починал е на 21 септември 19 г. пр.н.е. до Брундизиум (днешния Бриндизи) на източния италийски бряг.

## Структура на еклогите
При Вергилий на преден план изпъква единството на настроението и емоционално-патетичната страна на стихосложението, почти демонстративно пренебрегващо същността на битовите детайли, с което пастирите, макар и бидейки главният литературен персонаж, окончателно придобиват абсолютно условен образ; който образ, при това, е запълнен с нови нереалистични елементи.
Първа еклога
В основата на Първа еклога стои политически елемент. Тя представлява драматичен диалог. Единият пастир напуска с тъга отнетия от войниците свой дом и се прощава с родината. Другият пастир Титир споделя своята радост пред „великия младеж“ Октавиан, който го оставя да обработва имота си като свободен стопанин.
Втора еклога
Пастирите дават израз на любовните си чувства.
Трета еклога
Свързана е с идилиите на Теокрит. Представлява диалози между пастири, свързани с добитъка и животните, няма политически или философски намек.
Четвърта еклога
Най-прочутата. Посветена е на Азиний Полион. Вергилий пророкува, че отново ще настъпи златният век на Сатурн е от небето ще се появи новия човешки род. Знакът на за началото на новата световна година е предстоящо раждане на младенец.
Пета еклога
Пастирите се надпяват и развиват темата за обожествения човек – за овчаря Дафнис. Мопс пее печална песен за смъртта му, а Меналк го утешава с химна за неговата апотеза.
Шеста еклога
Определена е като най-красивата. Любителят на музиката и танца Силен пее пред горските обитатели за възникването на вселената от първичните елементи – земя, въздух, вода и огън. В тази еклога любовта е показана като космическа сила.
Седма еклога
Представлява разгорещено поетично състезание между пастирите Коридон и Тирсис. Те се надпяват с ответните песни.
Осма еклога
Описва мита за Дафнис.
Девета еклога
Коментира конфискациите на земи и тяхното въздействие върху селския живот.
Десета еклога
Описва страданията на елегичния поет и съвременник на Вергилий Гай Корнелий Гал. Характерни за десетата еклога са омразата към войната и жаждата за спокоен живот.